# Lancia Voyager
La Lancia Voyager è una monovolume di segmento D nata dall'ultimo restyling del noto modello omonimo a marchio Chrysler prodotta dal 2011 al 2014.

## Contesto
Con l'uscita del Chrysler Grand Voyager dal mercato europeo, il modello Lancia copre a partire da ottobre 2011 la sua fascia di mercato dei multi-purpose vehicle "premium". Con questa partnership Lancia inizia a sviluppare, in comune con Chrysler, auto poi vendute con il marchio italiano in Europa, con quello americano in Nordamerica e negli altri paesi anglosassoni; si è avuto un primo risultato di questa alleanza nel marzo del 2011 al Salone dell'automobile di Ginevra.
A giugno 2014, nell'ottica di un piano di riorganizzazione del gruppo, Fiat Chrysler Automobiles ha deciso di ritirare il modello dal mercato.

## Stile
Il modello mantiene le dimensioni importanti della cugina a stelle e strisce, identica nella qualità dei materiali e dell'assemblaggio, equipaggiamenti al top e dotazioni tecnologiche di ultima generazione. La grande calandra Lancia domina il frontale con la nuova configurazione a listelli orizzontali, in linea con quella Chrysler "a onda", e pinna triangolare centrale con il logo italiano al posto di quello americano. Fra i particolari, spiccano i nuovi fari bi-xeno, luci LED posteriori e nuovi cerchi diamantati.
Anche gli interni sono pressoché uguali a quelli del nuovo Chrysler Town&Country, già molto migliorati. Sono disponibili tre categorie di allestimenti, Silver, Gold e Platinum. All'interno si fa largo uso di materiali pregiati come pelle nappa e tessuti tipici della tradizione del marchio piemontese come Alcantara, inserti in radica e diverse cromature.

## Meccanica
La trazione è anteriore. Due le motorizzazioni previste entrambe Euro 5. La prima è un benzina 3.6 di origine Chrysler Pentastar, sei cilindri a V disposti a 60°, che eroga una potenza di 287 CV con consumi che si attestano a 12,3 l/100 km nel ciclo misto abbinato ad un cambio automatico a sei velocità con convertitore di coppia. La seconda è un diesel 4 cilindri in linea prodotto in Italia dalla VM Motori, 2.8 CRD con filtro antiparticolato di serie, disponibile in due potenze, 163 CV e 177 CV, entrambe con una coppia di 360Nm e consumi pari a 8.4 l/100 km nel ciclo misto con notevole autonomia di viaggio.

## Riepilogo versioni
| Lancia Voyager              |               |                       |            |                 |                |                      |                     |                      |                      |
| Modello                     | Disponibilità | Motore                | Cilindrata | Potenza         | Coppia massima | Emissioni CO2 (g/km) | Velocità max (km/h) | 0–100 km/h (secondi) | Consumo medio (km/l) |
| 3.6 Pentastar automatico    | dal debutto   | 6 cilindri V, Benzina | 3 604 cm³  | 215 kW (283 CV) | 344 (N·m)      | 251                  | 209                 | 8,5                  | 9,2                  |
| 2.8 Turbo Diesel automatico | dal debutto   | 4 cilindri, Diesel    | 2 777 cm³  | 120 kW (163 CV) | 360 (N·m)      | 207                  | 193                 | 11,9                 | 12,6                 |
| 2.8 Turbo Diesel automatico | dal 2013      | 4 cilindri, Diesel    | 2 777 cm³  | 130 kW (178 CV) | 360 (N·m)      | 207                  | 205                 | 9,8                  | 11,5                 |